# Đội tuyển bóng đá bãi biển quốc gia Nhật Bản
Đội tuyển bóng đá bãi biển quốc gia Nhật Bản đại diện  Nhật Bản ở các giải thi đấu bóng đá bãi biển quốc tế và được điều hành bởi JFA, cơ quan quản lý bóng đá ở Nhật Bản.

## Đội hình hiện tại
Đội hình tham dự Giải vô địch bóng đá bãi biển thế giới 2019.
| 0#0 | Vị trí | Cầu thủ          | Ngày sinh và tuổi           | Câu lạc bộ         |
| --- | ------ | ---------------- | --------------------------- | ------------------ |
| 1   | TM     | Terukina Shingo  | 8 tháng 9, 1984 (35 tuổi)   | Ryukyu Erythrina   |
| 2   | TĐ     | Akaguma Takuya   | 21 tháng 11, 1989 (30 tuổi) | Dorsole Kitakyushu |
| 3   | TV     | Iino Tomoyuki    | 29 tháng 1, 1985 (34 tuổi)  | Dorsole Kitakyushu |
| 4   | TV     | Matsuda Kosuke   | 26 tháng 9, 1986 (33 tuổi)  | Loewe Yokohama     |
| 5   | HV     | Tabata Teruki    | 16 tháng 4, 1979 (40 tuổi)  | Veertien Mie BS    |
| 6   | TV     | Matsuo Naoya     | 18 tháng 8, 1988 (31 tuổi)  | Pracia Yamaguchi   |
| 7   | TV     | Oba Takaaki      | 24 tháng 12, 1992 (26 tuổi) | Tokyo Verdy BS     |
| 8   | TV     | Komaki Masayuki  | 30 tháng 8, 1982 (37 tuổi)  | Veertien Mie BS    |
| 9   | TĐ     | Yamauchi Shusei  | 9 tháng 9, 1985 (34 tuổi)   | Tokyo Verdy BS     |
| 10  | HV     | Moreira Ozu (C)  | 21 tháng 1, 1986 (33 tuổi)  | Tokyo Verdy BS     |
| 11  | TĐ     | Masanori Okuyama | 7 tháng 6, 1986 (33 tuổi)   | Loewe Yokohama     |
| 12  | TM     | Tomoya Ginoza    | 2 tháng 4, 1985 (34 tuổi)   | Veertien Mie BS    |

Huấn luyện viên: Marcelo Mendes

## Cầu thủ đáng chú ý
(2007)
- Oda Hirofumi
- Arakaki Takashi
- Gishu Nagayama
- cob ona

## Cựu huấn luyện viên đáng chú ý
- Ruy Ramos

## Thành tích giải đấu

### Giải vô địch bóng đá bãi biển thế giới
| Giải vô địch bóng đá bãi biển thế giới | Giải vô địch bóng đá bãi biển thế giới | Giải vô địch bóng đá bãi biển thế giới | Giải vô địch bóng đá bãi biển thế giới | Giải vô địch bóng đá bãi biển thế giới | Giải vô địch bóng đá bãi biển thế giới | Giải vô địch bóng đá bãi biển thế giới | Giải vô địch bóng đá bãi biển thế giới | Giải vô địch bóng đá bãi biển thế giới | Giải vô địch bóng đá bãi biển thế giới | Giải vô địch bóng đá bãi biển thế giới |
| Năm                                    | Vòng                                   | St                                     | W                                      | WE                                     | WP                                     | B                                      | BT                                     | BB                                     | HS                                     | Đ                                      |
| -------------------------------------- | -------------------------------------- | -------------------------------------- | -------------------------------------- | -------------------------------------- | -------------------------------------- | -------------------------------------- | -------------------------------------- | -------------------------------------- | -------------------------------------- | -------------------------------------- |
| 1995                                   | Không tham dự                          | -                                      | -                                      | -                                      | -                                      | -                                      | -                                      | -                                      | -                                      | -                                      |
| 1996                                   | Không tham dự                          | -                                      | -                                      | -                                      | -                                      | -                                      | -                                      | -                                      | -                                      | -                                      |
| 1997                                   | Vòng 1                                 | 3                                      | 0                                      | 0                                      | 0                                      | 3                                      | 5                                      | 21                                     | -16                                    | 0                                      |
| 1998                                   | Không tham dự                          | -                                      | -                                      | -                                      | -                                      | -                                      | -                                      | -                                      | -                                      |                                        |
| 1999                                   | Tứ kết                                 | 3                                      | 1                                      | 0                                      | 0                                      | 2                                      | 15                                     | 21                                     | -6                                     | 3                                      |
| 2000                                   | Hạng tư                                | 5                                      | 2                                      | 0                                      | 1                                      | 2                                      | 16                                     | 22                                     | -6                                     | 7                                      |
| 2001                                   | Không tham dự                          | -                                      | -                                      | -                                      | -                                      | -                                      | -                                      | -                                      | -                                      | -                                      |
| 2002                                   | Không tham dự                          | -                                      | -                                      | -                                      | -                                      | -                                      | -                                      | -                                      | -                                      | -                                      |
| 2003                                   | Vòng 1                                 | 3                                      | 0                                      | 0                                      | 0                                      | 3                                      | 4                                      | 14                                     | -10                                    | 0                                      |
| 2004                                   | Không tham dự                          | -                                      | -                                      | -                                      | -                                      | -                                      | -                                      | -                                      | -                                      | -                                      |
| Tổng cộng                              | 4/10                                   | 14                                     | 3                                      | 0                                      | 1                                      | 10                                     | 40                                     | 78                                     | -38                                    | 10                                     |

| Giải vô địch bóng đá bãi biển thế giới | Giải vô địch bóng đá bãi biển thế giới | Giải vô địch bóng đá bãi biển thế giới | Giải vô địch bóng đá bãi biển thế giới | Giải vô địch bóng đá bãi biển thế giới | Giải vô địch bóng đá bãi biển thế giới | Giải vô địch bóng đá bãi biển thế giới | Giải vô địch bóng đá bãi biển thế giới | Giải vô địch bóng đá bãi biển thế giới | Giải vô địch bóng đá bãi biển thế giới | Giải vô địch bóng đá bãi biển thế giới |
| Năm                                    | Vòng                                   | St                                     | W                                      | WE                                     | WP                                     | B                                      | BT                                     | BB                                     | HS                                     | Đ                                      |
| -------------------------------------- | -------------------------------------- | -------------------------------------- | -------------------------------------- | -------------------------------------- | -------------------------------------- | -------------------------------------- | -------------------------------------- | -------------------------------------- | -------------------------------------- | -------------------------------------- |
| 2005                                   | Hạng tư                                | 5                                      | 2                                      | 0                                      | 0                                      | 3                                      | 10                                     | 24                                     | -14                                    | 6                                      |
| 2006                                   | Tứ kết                                 | 4                                      | 1                                      | 0                                      | 0                                      | 3                                      | 17                                     | 25                                     | -8                                     | 3                                      |
| 2007                                   | Vòng 1                                 | 3                                      | 0                                      | 0                                      | 0                                      | 3                                      | 6                                      | 13                                     | -7                                     | 0                                      |
| 2008                                   | Vòng 1                                 | 3                                      | 0                                      | 0                                      | 0                                      | 3                                      | 5                                      | 18                                     | -13                                    | 0                                      |
| 2009                                   | Tứ kết                                 | 4                                      | 2                                      | 0                                      | 1                                      | 1                                      | 16                                     | 11                                     | +5                                     | 7                                      |
| 2011                                   | Vòng 1                                 | 3                                      | 0                                      | 0                                      | 0                                      | 3                                      | 6                                      | 10                                     | -4                                     | 0                                      |
| 2013                                   | Tứ kết                                 | 4                                      | 1                                      | 1                                      | 0                                      | 2                                      | 11                                     | 12                                     | -1                                     | 4                                      |
| 2015                                   | Tứ kết                                 | 4                                      | 2                                      | 0                                      | 0                                      | 2                                      | 12                                     | 13                                     | -1                                     | 6                                      |
| 2017                                   | TBD                                    | -                                      | -                                      | -                                      | -                                      | -                                      | -                                      | -                                      | -                                      |                                        |
| Tổng cộng                              | 8/8                                    | 27                                     | 7                                      | 1                                      | 1                                      | 18                                     | 93                                     | 126                                    | -33                                    | 24                                     |

### Giải vô địch châu Á
| Thành tích Giải vô địch châu Á | Thành tích Giải vô địch châu Á | Thành tích Giải vô địch châu Á | Thành tích Giải vô địch châu Á | Thành tích Giải vô địch châu Á | Thành tích Giải vô địch châu Á | Thành tích Giải vô địch châu Á | Thành tích Giải vô địch châu Á | Thành tích Giải vô địch châu Á | Thành tích Giải vô địch châu Á | Thành tích Giải vô địch châu Á |
| Năm                            | Vòng                           | St                             | W                              | WE                             | WP                             | B                              | BT                             | BB                             | HS                             | Đ                              |
| ------------------------------ | ------------------------------ | ------------------------------ | ------------------------------ | ------------------------------ | ------------------------------ | ------------------------------ | ------------------------------ | ------------------------------ | ------------------------------ | ------------------------------ |
| 2006                           | Á quân                         | 4                              | 3                              | 0                              | 0                              | 1                              | 29                             | 10                             | +19                            | 9                              |
| 2007                           | Á quân                         | 4                              | 2                              | 0                              | 0                              | 2                              | 18                             | 19                             | -1                             | 6                              |
| 2008                           | Á quân                         | 4                              | 2                              | 0                              | 1                              | 1                              | 19                             | 8                              | +11                            | 7                              |
| 2009                           | Vô địch                        | 4                              | 3                              | 0                              | 0                              | 1                              | 16                             | 10                             | +6                             | 9                              |
| 2011                           | Vô địch                        | 5                              | 4                              | 0                              | 0                              | 1                              | 23                             | 13                             | +10                            | 12                             |
| 2013                           | Á quân                         | 5                              | 4                              | 0                              | 0                              | 1                              | 23                             | 15                             | +8                             | 12                             |
| 2015                           | Á quân                         | 6                              | 5                              | 0                              | 0                              | 1                              | 24                             | 12                             | +12                            | 15                             |
| 2017                           | Hạng ba                        | 5                              | 3                              | 0                              | 0                              | 2                              | 41                             | 18                             | +23                            | 9                              |
| Tổng cộng                      | 8/8                            | 37                             | 26                             | 0                              | 1                              | 10                             | 194                            | 105                            | +89                            | 79                             |

### Đại hội thể thao bãi biển châu Á
| Thành tích Đại hội thể thao bãi biển châu Á | Thành tích Đại hội thể thao bãi biển châu Á | Thành tích Đại hội thể thao bãi biển châu Á | Thành tích Đại hội thể thao bãi biển châu Á | Thành tích Đại hội thể thao bãi biển châu Á | Thành tích Đại hội thể thao bãi biển châu Á | Thành tích Đại hội thể thao bãi biển châu Á | Thành tích Đại hội thể thao bãi biển châu Á | Thành tích Đại hội thể thao bãi biển châu Á | Thành tích Đại hội thể thao bãi biển châu Á | Thành tích Đại hội thể thao bãi biển châu Á |
| Năm                                         | Vòng                                        | St                                          | W                                           | WE                                          | WP                                          | B                                           | BT                                          | BB                                          | HS                                          | Đ                                           |
| ------------------------------------------- | ------------------------------------------- | ------------------------------------------- | ------------------------------------------- | ------------------------------------------- | ------------------------------------------- | ------------------------------------------- | ------------------------------------------- | ------------------------------------------- | ------------------------------------------- | ------------------------------------------- |
| 2008                                        | Không tham dự                               | –                                           | –                                           | –                                           | –                                           | –                                           | –                                           | –                                           | –                                           | –                                           |
| 2010                                        | Tứ kết                                      | 4                                           | 2                                           | 0                                           | 0                                           | 2                                           | 14                                          | 7                                           | +7                                          | 6                                           |
| 2012                                        | Tứ kết                                      | 4                                           | 2                                           | 0                                           | 0                                           | 2                                           | 11                                          | 9                                           | +2                                          | 6                                           |
| 2014                                        | Á quân                                      | 5                                           | 3                                           | 0                                           | 0                                           | 2                                           | 22                                          | 11                                          | +11                                         | 9                                           |
| 2016                                        | Vô địch                                     | 5                                           | 4                                           | 1                                           | 0                                           | 0                                           | 34                                          | 12                                          | +22                                         | 15                                          |
| Tổng cộng                                   | 4/5                                         | 18                                          | 11                                          | 1                                           | 0                                           | 6                                           | 81                                          | 39                                          | +42                                         | 35                                          |

### Giải bóng đá bãi biển liên châu lục
| Thành tích Giải bóng đá bãi biển liên châu lục | Thành tích Giải bóng đá bãi biển liên châu lục | Thành tích Giải bóng đá bãi biển liên châu lục | Thành tích Giải bóng đá bãi biển liên châu lục | Thành tích Giải bóng đá bãi biển liên châu lục | Thành tích Giải bóng đá bãi biển liên châu lục | Thành tích Giải bóng đá bãi biển liên châu lục | Thành tích Giải bóng đá bãi biển liên châu lục | Thành tích Giải bóng đá bãi biển liên châu lục | Thành tích Giải bóng đá bãi biển liên châu lục | Thành tích Giải bóng đá bãi biển liên châu lục |
| Năm                                            | Vòng                                           | St                                             | W                                              | WE                                             | WP                                             | B                                              | BT                                             | BB                                             | HS                                             | Đ                                              |
| ---------------------------------------------- | ---------------------------------------------- | ---------------------------------------------- | ---------------------------------------------- | ---------------------------------------------- | ---------------------------------------------- | ---------------------------------------------- | ---------------------------------------------- | ---------------------------------------------- | ---------------------------------------------- | ---------------------------------------------- |
| 2016                                           | Hạng ba                                        | 3                                              | 2                                              | 0                                              | 0                                              | 1                                              | 21                                             | 13                                             | +8                                             | 6                                              |
| Tổng cộng                                      | 1/1                                            | 3                                              | 2                                              | 0                                              | 0                                              | 1                                              | 21                                             | 13                                             | +8                                             | 6                                              |

### Cúp bóng đá bãi biển liên châu lục
| Cúp bóng đá bãi biển liên châu lục | Cúp bóng đá bãi biển liên châu lục | Cúp bóng đá bãi biển liên châu lục | Cúp bóng đá bãi biển liên châu lục | Cúp bóng đá bãi biển liên châu lục | Cúp bóng đá bãi biển liên châu lục | Cúp bóng đá bãi biển liên châu lục | Cúp bóng đá bãi biển liên châu lục | Cúp bóng đá bãi biển liên châu lục | Cúp bóng đá bãi biển liên châu lục | Cúp bóng đá bãi biển liên châu lục |
| Năm                                | Vòng                               | St                                 | W                                  | WE                                 | WP                                 | B                                  | BT                                 | BB                                 | HS                                 | Đ                                  |
| ---------------------------------- | ---------------------------------- | ---------------------------------- | ---------------------------------- | ---------------------------------- | ---------------------------------- | ---------------------------------- | ---------------------------------- | ---------------------------------- | ---------------------------------- | ---------------------------------- |
| 2011                               | Không tham dự                      | –                                  | –                                  | –                                  | –                                  | –                                  | –                                  | –                                  | –                                  | –                                  |
| 2012                               | Hạng 7                             | 3                                  | 0                                  | 0                                  | 0                                  | 3                                  | 14                                 | 19                                 | -5                                 | 0                                  |
| 2013                               | Không tham dự                      | –                                  | –                                  | –                                  | –                                  | –                                  | –                                  | –                                  | –                                  | –                                  |
| 2014                               | Hạng 7                             | 5                                  | 2                                  | 0                                  | 0                                  | 3                                  | 19                                 | 22                                 | -3                                 | 6                                  |
| 2015                               | Không tham dự                      | –                                  | –                                  | –                                  | –                                  | –                                  | –                                  | –                                  | –                                  | –                                  |
| 2016                               | Không tham dự                      | –                                  | –                                  | –                                  | –                                  | –                                  | –                                  | –                                  | –                                  | –                                  |
| Tổng cộng                          | 2/6                                | 8                                  | 2                                  | 0                                  | 0                                  | 6                                  | 33                                 | 41                                 | -8                                 | 6                                  |

### Giải vô địch bóng đá bãi biển thế giới
- 1995 – Không tham dự
- 1996 – Không tham dự
- 1997 – Vòng 1
- 1998 – Không tham dự
- 1999 – Tứ kết
- 2000 – Hạng tư
- 2001 – Không tham dự
- 2002 – Không tham dự
- 2003 – Vòng 1
- 2004 – Không tham dự
- 2005 – Hạng tư
- 2006 – Tứ kết
- 2007 – Vòng 1
- 2008 – Vòng 1
- 2009 – Tứ kết
- 2011 – Vòng 1
- 2013 – Tứ kết
- 2015 – Tứ kết
- 2017 – Qualified

### Giải vô địch bóng đá bãi biển châu Á
- 2006 – Á quân
- 2007 – Á quân
- 2008 – Á quân
- 2009 – Vô địch
- 2011 – Vô địch
- 2013 – Á quân
- 2015 – Á quân
- 2017 – Hạng ba